# 3e cérémonie des Detroit Film Critics Society Awards
La 3e cérémonie des Detroit Film Critics Society Awards, décernés par la Detroit Film Critics Society, a eu lieu le 11 décembre 2009, et a récompensé les films réalisés dans l'année.

## Palmarès

### Meilleur film
- Là-haut (Up)
  - Démineurs (The Hurt Locker)
  - In the Air (Up in the Air)
  - Inglourious Basterds
  - (500) jours ensemble ((500) Days of Summer)

### Meilleur réalisateur
- Pete Docter pour Là-haut (Up)
  - Kathryn Bigelow pour Démineurs (The Hurt Locker)
  - Jason Reitman pour In the Air (Up in the Air)
  - Quentin Tarantino pour Inglourious Basterds
  - Marc Webb pour (500) jours ensemble ((500) Days of Summer)

### Meilleur acteur
- Colin Firth pour le rôle de George dans A Single Man
  - Matt Damon pour le rôle de Mark Whitacre dans The Informant!
  - George Clooney pour le rôle de Ryan Bingham dans In the Air (Up in the Air)
  - Joseph Gordon-Levitt pour le rôle de Tom Hansen dans (500) jours ensemble ((500) Days of Summer)
  - Sam Rockwell pour le rôle de Sam Bell dans Moon

### Meilleure actrice
- Gabourey Sidibe pour le rôle de Claireece "Precious" Jones dans Precious (Precious: Based on the Novel 'Push' by Sapphire)
  - Alison Lohman pour le rôle de Christine Brown dans Jusqu'en enfer (Drag Me to Hell)
  - Carey Mulligan pour le rôle de Jenny dans Une éducation (An Education)
  - Saoirse Ronan pour le rôle de Susie Salmon dans Lovely Bones (The Lovely Bones)
  - Meryl Streep pour le rôle de Julia Child dans Julie & Julia

### Meilleur acteur dans un second rôle
- Christoph Waltz pour le rôle du colonel Hans Landa dans Inglourious Basterds
  - Woody Harrelson pour le rôle de Tallahassee dans Bienvenue à Zombieland (Zombieland)
  - Woody Harrelson pour le rôle du capitaine Tony Stone dans The Messenger
  - Christian McKay pour le rôle d'Orson Welles dans Me and Orson Welles
  - Stanley Tucci pour le rôle de George Harvey dans Lovely Bones (The Lovely Bones)

### Meilleure actrice dans un second rôle
- Mo'Nique pour le rôle de Mary Lee Johnston dans Precious (Precious: Based on the Novel 'Push' by Sapphire)
  - Marion Cotillard pour le rôle de Luisa Contini dans Nine
  - Vera Farmiga pour le rôle d'Alex dans In the Air (Up in the Air)
  - Anna Kendrick pour le rôle de Natalie Keener dans In the Air (Up in the Air)
  - Mélanie Laurent pour le rôle de Shosanna Dreyfus dans Inglourious Basterds

### Meilleure distribution
- Very Bad Trip (The Hangover)
  - Inglourious Basterds
  - Precious (Precious: Based on the Novel 'Push' by Sapphire)
  - Star Trek
  - Bienvenue à Zombieland (Zombieland)

### Révélation de l'année
- Gabourey Sidibe – Precious (Precious: Based on the Novel 'Push' by Sapphire) (actrice)
  - Anna Kendrick – In the Air (Up in the Air) (actrice)
  - Carey Mulligan – Une éducation (An Education) (actrice)
  - Christoph Waltz – Inglourious Basterds (acteur)
  - Chris Pine – Star Trek (acteur)